# Плімут (Вермонт)
Плімут (англ. Plymouth) — місто (англ. town) в США, в окрузі Віндзор штату Вермонт. Населення — 641 особа (2020).

## Демографія
Згідно з переписом 2010 року, у місті мешкало 619 осіб у 290 домогосподарствах у складі 181 родини. Було 864 помешкання
Расовий склад населення:
| - 98,2 % — білих - 0,5 % — корінних американців - 0,3 % — чорних або афроамериканців - 0,3 % — азіатів |

До двох чи більше рас належало 0,6 %. Частка іспаномовних становила 0,0 % від усіх жителів.
За віковим діапазоном населення розподілялося таким чином: 16,0 % — особи молодші 18 років, 62,2 % — особи у віці 18—64 років, 21,8 % — особи у віці 65 років та старші. Медіана віку мешканця становила 50,8 року. На 100 осіб жіночої статі у місті припадало 106,3 чоловіків;  на 100 жінок у віці від 18 років та старших — 108,8 чоловіків також старших 18 років.
Середній дохід на одне домашнє господарство  становив 76 236 доларів США (медіана — 56 250), а середній дохід на одну сім'ю — 96 274 долари (медіана — 67 404). Медіана доходів становила 35 500 доларів для чоловіків та 32 083 долари для жінок. За межею бідності перебувало 11,2 % осіб, у тому числі 16,7 % дітей у віці до 18 років та 0,0 % осіб у віці 65 років та старших.
Цивільне працевлаштоване населення становило 261 особа. Основні галузі зайнятості: мистецтво, розваги та відпочинок — 23,8 %, освіта, охорона здоров'я та соціальна допомога — 19,2 %, будівництво — 12,3 %, фінанси, страхування та нерухомість — 9,2 %.